# Albay

Albay

Albay – prowincja na Filipinach, położona w południowej części wyspy Luzon w regionie Bicol.
Od północy graniczy z prowincją Camarines Sur, od południa z prowincją Sorsogon, od zachodu granicę wyznacza Morze Południowochińskie, a od wschodu Morze Filipińskie. Powierzchnia: 2565,77 km². Liczba ludności: 1 314 826 tys. mieszkańców (2015). Gęstość zaludnienia wynosi 512 mieszk./km². Klimat podzwrotnikowy, wilgotny. Stolicą prowincji jest Legazpi.